# Madame de Villemomble
 (mai 2022).

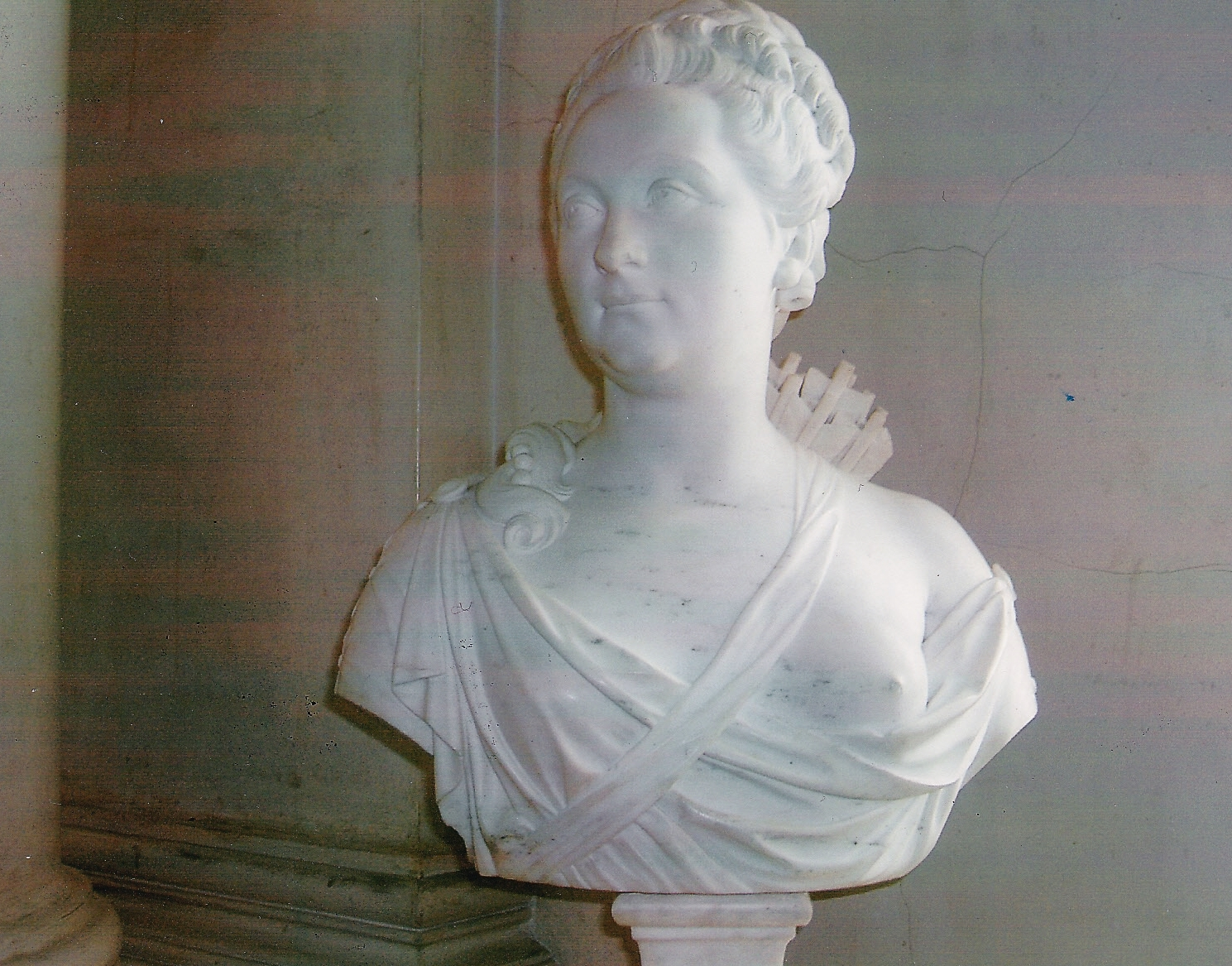
Mlle Le Marquis - Buste la représentant en Diane chasseresse - Musée de l'Ermitage - Saint-Pétersbourg - Russie

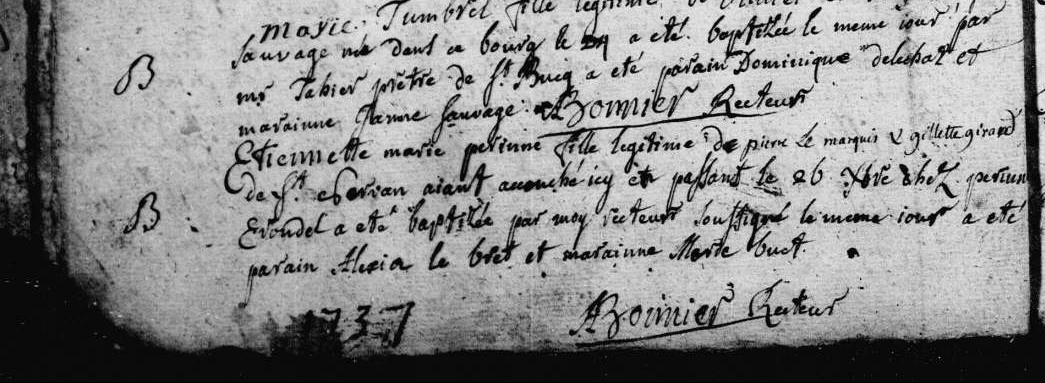
Actes paroissiaux de Langrolay

Mademoiselle Le Marquis dite Madame de Villemomble, née le 26 décembre 1737 à Langrolay-sur-Rance près de Dinan et morte le 9 février 1806 à Paris, est une danseuse de l'Opéra et fille entretenue française du siècle des Lumières. Elle fut la maîtresse successivement de Gabriel Louis François de Neufville (1731-1794), marquis de Villeroy et de Louis-Philippe d'Orléans (1725-1785) duc d'Orléans, premier prince du sang.

## Biographie
Étiennette Marie Périne Le Marquis voit le jour le 26 décembre 1737 à Langrolay-sur-Rance près de Dinan, en Bretagne. Elle est la fille de Pierre Le Marquis, capitaine de vaisseau, né à Dinan, en 1701 et de Gilette Anne GIRARD, née à Saint-Servan en 1706 et morte à Paris en 1753. Son père décède vers 1742, vraisemblablement tué dans un combat. Elle est élevée au couvent des Ursulines à Dinan, qui se consacre à l'éducation des jeunes filles. À l'âge de 13 ans elle se rend à Paris avec sa mère,  rue du Champ-Fleury.
Gabriel Louis François de Neufville de Villeroy, né le 8 octobre 1731 l'entretient ainsi que son frère et le 23 juin 1753, leur fille Anne-Camille nait (future comtesse de Vassan) qui portera le nom de Neufville.
C'est en 1757 que mademoiselle Le Marquis, que l'on appelle par dérision « Marquise », attire l'attention du duc d'Orléans. Il la remarque à l'Opéra au cours d'un spectacle. Mademoiselle Le Marquis quitte ses appartements, rue de Richelieu, pour le Château de Bagnolet (Paris). Devenue la favorite en titre du duc d'Orléans, le 21 février 1759 à Paris, un garçon naît de leur union. Il est appelé Louis Étienne de Saint-Farre, futur abbé de Cour et dernier abbé de l'abbaye Notre-Dame de Livry sous le nom de Saint-Phar. Étiennette communique à son amant le goût de la comédie. C'est sur l'initiative de cette dernière que le duc fait aménager le petit théâtre qu'il inaugure en 1761. Elle est aussi à l'origine du remaniement de l'Ermitage construit en 1734 par l'architecte Sorin, lui donnant son aspect que nous lui connaissons aujourd'hui, 148, rue de Bagnolet à Paris. Étiennette donne des spectacles et des parades réalisés en grande partie par Charles Collé et Carmontelle, où se produit le prince en compagnie de la noblesse. Elle organise avec son complice des pièces nouvelles et même licencieuses. C'est chez elle qu'on joue pour la première fois en 1762 La Partie de chasse de Henri IV. Le 7 juillet 1761, Mademoiselle Le Marquis donne naissance à des jumeaux. On appellera le garçon, Louis-Philippe, futur comte-abbé de Saint-Albin, et la fille, Marie Perrine Étiennette d'Auviliers, future comtesse de Brossard. Ils sont baptisés à l'église paroissiale Saint-Maurice de Charenton. Le duc d'Orléans s'y rend pour reconnaître ses enfants. Les trois enfants de Mademoiselle Le Marquis reçoivent une éducation soignée dans un univers de luxe et de tendresse. Les années passent et Madame de Montesson devient sa rivale, appuyée par madame de Genlis.
Louis-Philippe offre à Mademoiselle Le Marquis, le 2 février 1767, la seigneurie de Villemomble. Comme il souhaite continuer à rencontrer « amicalement » Étiennette, il l'autorise à ouvrir une porte dans le mur de clôture du parc du château du Raincy qu'il va acquérir en 1769. Mademoiselle Le Marquis, dite « Marquise » devient alors dame de Villemomble et autres lieux, c'est-à-dire, Noisy-le-Sec et Avron.
Charlotte-Jeanne-Béraud de la Haye du Rioux de Montesson, arrive à ses fins et épouse secrètement le duc  d'Orléans, le 28 juillet 1773. 
Avec ses revenus et ceux qui lui proviennent de la seigneurie de Villemomble, Madame de Villemomble élève ses enfants d'une façon digne de leur origine. Devenue « haute et puissante dame de Villemomble », elle fait raser ce qui reste du vieux manoir construit par Florimond Robertet, ancien seigneur de Villemomble sous le règne de François Ier et se fait construire un élégant château par l'architecte Alexandre-Théodore Brongniart, en 1769, qu'elle fera décorer avec soin par Henri Piètre. L'hiver, elle réside dans son hôtel particulier, 14, rue Grammont  à Paris et l'été à Villemomble, où elle mène une vie de châtelaine respectable.
Madame de Villemomble n'a pas négligé sa fille née de son union avec le duc de Villeroy. Elle obtient de lui qu'elle soit reconnue comme étant une Neufville et puisse porter ce nom. Bien dotée, Anne Marie Camille de Neufville épouse en 1776, le comte de Vassan. En mars 1778, c'est son autre fille, Marie Perrine Étiennette, dite Mademoiselle de Villemomble ou Mademoiselle d'Auvilliers, qui prend pour époux, François Constantin, comte de Brossard, en présence de la maison d'Orléans au grand complet. Ses fils, cédant aux prières de leur père, deviennent les comtes-abbés de Saint-Farre et de Saint-Albin. Reconnus de Louis-Philippe d'Orléans, ils sont présentés à la Cour du Roi Louis XVI et aux princes et princesses de la famille royale. Ils se distinguent par leur goût pour la dépense et la magnificence. La duchesse de Bourbon, princesse légitime du duc d'Orléans les traite comme des frères, elle appelle l'un son frère blond « Saint-Farre », et l'autre son frère brun « Saint-Albin ». Leurs laquais portent la livrée des Orléans.
Au matin du 19 novembre 1785, Mademoiselle Le Marquis apprend que son ancien amant mais toujours ami, Louis-Philippe d'Orléans, est décédé la veille au château de Sainte-Assise. Il avait auprès de lui son épouse, ses deux enfants ainsi que les abbés de Saint-Farre et de Saint-Albin et la comtesse de Brossard, les enfants que lui avait donnés Étiennette.
Durant la Terreur, Madame de Villemomble quitte la France. Elle séjourne à Berne, puis à Hambourg, tandis que les abbés de Saint-Farre et de Saint-Albin se réfugient dès 1792 à Londres. Saint-Farre est hébergé, par la suite, à Barcelone chez la duchesse de Bourbon. Sa fille se cantonne dans son fief des Isles Bardel.
Lorsque Madame de Villemomble revient en France, fin 1794, elle retrouve intacts son hôtel parisien et son château de Villemomble, mais sa fortune est fortement entamée et elle se voit contrainte de vendre ses terres de Villemomble au banquier Ernest Lang. En 1800, elle lui rachète ses terres afin de les revendre aussitôt à Nicolas Bourelle de Sivry, pour 1 222 kilogrammes d'argent fin, poinçon de Paris.
Le 20 août 1805 (an treize), Mademoiselle Le Marquis rédige son testament et le dépose chez son notaire parisien, maître Marchoux.
Le 9 février 1806, mademoiselle Le Marquis, autrefois baronne de Villemomble, meurt dans son hôtel de la rue Grammont à Paris et est inhumée au cimetière du Père-Lachaise.

### Tableaux et sculptures
- Jean-Martial Frédou, Portrait de Mademoiselle Le Marquis, dite Madame de Villemomble, 1756, pastel sur papier, musée du Louvre[2],[3] ;
- Jean-Baptiste Defernex, Dessin du buste de Mlle Le Marquis, figurant dans Guillaume Combrouse, Monuments de la Maison de France, Paris, 1856 ;
- François-Hubert Drouais, Mademoiselle Le Marquis, Metropolitan Museum of Art de New York ;
- Jean-Baptiste Defernex, Buste en marbre blanc, représentant Mlle Le Marquis en diane chasseresse, 1766, découvert par Guy Martignon, au Musée de l'Ermitage à Saint-Pétersbourg (Russie) ;
- Henri-Pierre Danloux, Portraits peints de l'abbé de Saint-Farre en 1792 à Londres, musée de Rouen et musée Carnavalet ;
- Portrait de Mademoiselle d'Auvilliers, comtesse de Brossard, propriété privée.